# Sergio Ramos
Sergio Ramos García (Camas, 30 marzo 1986) è un calciatore spagnolo, difensore e capitano del Monterrey. Con la nazionale spagnola, di cui è primatista assoluto di presenze, è diventato campione del mondo nel 2010 e campione d'Europa nel 2008 e nel 2012.
Considerato uno dei difensori più completi della storia del calcio, detiene il maggior numero di espulsioni nella storia (25). È cresciuto nel Siviglia, prima di legare il suo nome al Real Madrid, club nel quale ha militato per 16 anni, dal 2005 al 2021, e di cui è stato capitano a partire dal 2015. Con la maglia dei Blancos ha vinto cinque campionati spagnoli (2006-07, 2007-08, 2011-12, 2016-17 e 2019-20), due Coppe del Re (2010-11, 2013-14), quattro Supercoppe spagnole (2008, 2012, 2017, 2020), quattro UEFA Champions League (2013-14, 2015-16, 2016-17 e 2017-18), tre Supercoppe UEFA (2014, 2016 e 2017) e quattro Coppe del mondo per club FIFA (2014, 2016, 2017, 2018). In virtù di questi successi, è il terzo giocatore più vincente della storia del Real Madrid, dietro Francisco Gento e Marcelo. Rientra, inoltre, nella lista dei calciatori con almeno 1000 presenze in carriera.
Con la nazionale spagnola ha partecipato a quattro Mondiali (2006, 2010, 2014 e 2018), tre Europei (2008, 2012 e 2016) e due Confederations Cup (2009 e 2013), vincendo l'Europeo 2008, quello 2012 e il Mondiale 2010. Con la nazionale spagnola Under-19 ha vinto l'europeo di categoria di Svizzera 2004.
A livello individuale è stato nominato cinque volte miglior difensore del campionato spagnolo (2011-12, 2012-13, 2013-14, 2014-15 e 2016-17) e due volte miglior difensore della Champions League (2016-17 e 2017-18), oltre ad essere stato nominato miglior difensore della storia del calcio dalla Globe Soccer Awards nel 2022. Ha vinto una volta il premio di miglior giocatore della Coppa del mondo per club FIFA (2014). È stato inserito dieci volte nella squadra dell'anno FIFA (2008 e dal 2011 al 2019), otto volte nella squadra dell'anno UEFA (2008 e dal 2012 al 2018), quattro volte nella squadra della stagione della UEFA Champions League (2013-14, 2015-16, 2016-17 e 2017-18) e una volta ciascuna nella squadra ideale del Mondiale (2010), dell'Europeo (2012) e della Confederations Cup (2013).

## Biografia
Nativo di Camas, paese in provincia di Siviglia, dal 2012 è legato sentimentalmente alla conduttrice spagnola Pilar Rubio, dalla quale ha avuto quattro figli. La coppia si è sposata nel 2019.
Nel 2016 si è cimentato come cantante nel singolo La Roja baila, dove appare insieme ai compagni di nazionale. Anche in occasione del Mondiale di Russia 2018 ha collaborato per il singolo Otra estrella en tu corazon, eseguito assieme al cantante Demarco Flamenco.

## Caratteristiche tecniche
Il suo ruolo naturale è quello di difensore centrale, ma è utilizzabile anche da terzino destro o come mediano davanti alla difesa. Grazie alle sue qualità da leader, il suo atletismo, le sue caratteristiche tecniche e alla sua versatilità tattica, il tecnico italiano Carlo Ancelotti lo ha paragonato a Paolo Maldini. Ramos è molto forte fisicamente, abile nel gioco aereo e in fase realizzativa, dotato anche di buone qualità tecniche, nei passaggi e nei cross; è rinomato per le scivolate, talvolta troppo violente.

### Controversie
Durante la sua carriera è stato spesso criticato da colleghi, allenatori, telecronisti, opinionisti e giornalisti per il suo stile di gioco ruvido, aggressivo e spesso antisportivo, che lo ha portato a ricevere un enorme numero di provvedimenti disciplinari, stabilendo anche diversi record negativi a tale riguardo. In seguito al suo intervento ai danni di Mohamed Salah nella finale di Champions League 2017-2018, che è costato un infortunio all'attaccante egiziano del Liverpool, un'azione legale civile è stata avviata in Egitto.

## Carriera

### Club

#### Inizi e Siviglia
Nel 1996 entra a far parte del settore giovanile del Siviglia. Dopo aver giocato 31 partite e realizzato 2 reti nel Siviglia Atlético, nel 2003 passa nella prima squadra, facendo il suo esordio nella Liga il 1º febbraio 2004, nella gara persa per 1-0 contro il Deportivo La Coruña, mandato in campo da Joaquín Caparrós. In due anni colleziona 50 presenze e 3 gol tra tutte le competizioni.

#### Real Madrid

##### 2005-2015

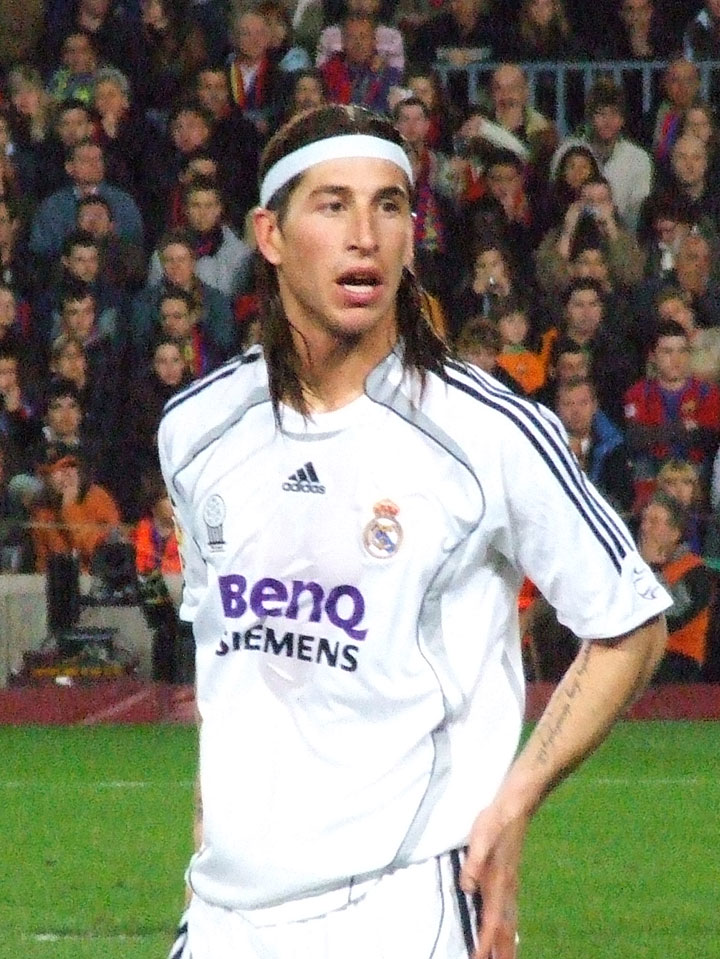
Ramos nel Clásico contro il del campionato 2006-2007 (marzo 2007)

Il 31 agosto 2005 passa al Real Madrid, che ne acquisisce il cartellino per 25 milioni di euro. Ramos esordisce con le merengues il 10 settembre, nell'incontro casalingo perso 3-2 contro il Celta Vigo.
Nella squadra madrilena assume subito un ruolo di primo piano, diventando uno dei centrali di difesa titolari; alla prima stagione mette a referto 33 presenze e 4 gol, debuttando anche in Champions League. Colleziona 33 presenze in campionato anche nelle due stagioni seguenti, segnando 5 gol in ciascuna delle due annate; in Champions League totalizza 13 presenze in due anni, realizzando una rete. Nelle due stagioni successive si conferma uno dei migliori elementi della squadra madrilena.
Il 20 aprile 2011 riesce a vincere con il proprio club la Coppa del Re contro il Barcellona, trofeo che era atteso da 18 anni; tuttavia, durante le celebrazioni per la vittoria del trofeo per le strade di Madrid, proprio Ramos si lascia sfuggire la coppa, che viene travolta dal bus scoperto su cui la squadra era portata in trionfo. Il 25 aprile seguente sbaglia in semifinale di Champions League contro il Bayern Monaco il rigore decisivo che nega alle Merengues l'accesso alla finale. Nella partita del 2 maggio 2012 giocata contro l'Athletic Bilbao vince il campionato.

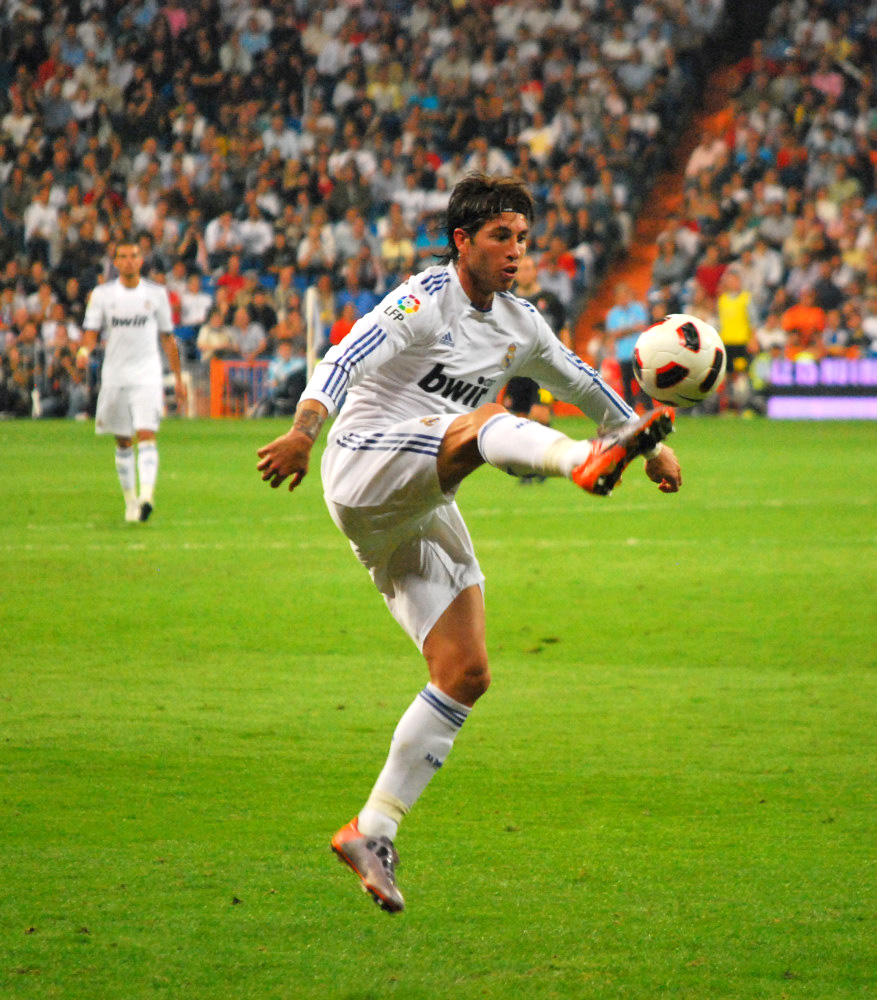
Ramos in azione contro l' in una gara del campionato 2010-11 (settembre 2010)

Inizia la stagione 2012-2013 vincendo la Supercoppa di Spagna 2012 nella doppia sfida contro il Barcellona. In seguito all'infortunio di Iker Casillas, avvenuto ad inizio anno, diventerà capitano del Real Madrid fino alla fine della stagione. Conclude la stagione al secondo posto in campionato, con 15 punti di distacco dal Barcellona vincitore. In Champions League arriva per il terzo anno consecutivo in semifinale, dove segnerà anche un goal contro il Borussia Dortmund, goal che tuttavia risulterà inutile dato che ad arrivare in finale saranno i tedeschi. Il successo non riesce ad arrivare nemmeno in Coppa del Re, dove perderà contro i rivali storici dell'Atlético Madrid per 2-1 nei tempi supplementari.
Nella stagione 2013-2014 conquista la Coppa del Re, nella quale disputa 8 partite su 9, battendo in finale il Barcellona. Segna inoltre una doppietta (entrambi i gol su colpo di testa, al 16' su assist di Modrić e al 20' su assist di Pepe) nella semifinale di ritorno della Champions League in casa del Bayern Monaco campione in carica, poi sconfitto per 0-4. Segnerà ancora di testa, in finale, nei minuti di recupero, il gol del pareggio che permetterà al Real Madrid di disputare i tempi supplementari, durante i quali i Blancos ribaltano il risultato della partita finendo per vincere 4-1 contro l'Atlético Madrid, conquistando così la decima Coppa dei Campioni della loro storia.
La stagione parte con la conquista della Supercoppa europea, vinta il 12 agosto 2014 battendo 2-0 il Siviglia, vincitore dell'Europa League. Il 20 dicembre il Real Madrid vince il Mondiale per club, battendo 2-0 in finale il San Lorenzo, partita in cui Ramos mette a segno il gol del vantaggio madrileno. In tale competizione, oltre ad essere premiato come capocannoniere della competizione insieme al compagno di squadra Gareth Bale e Gerardo Torrado, riceve anche il titolo di miglior giocatore, davanti a Cristiano Ronaldo e Ivan Vicelich. Il 12 gennaio 2015 viene inserito per il quarto anno di fila nel FIFA FIFPro World XI. Conclude la stagione con 47 presenze, 7 reti e 2 trofei.

##### 2015-2021

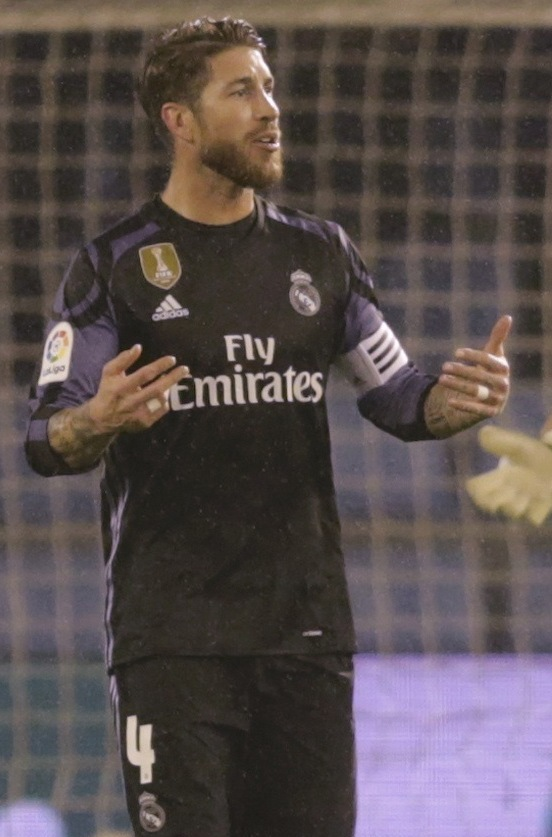
Ramos contro il in una sfida della Copa del Rey 2016-17 (gennaio 2017)

La stagione seguente si apre con Sergio Ramos in veste di capitano ufficiale dei Blancos, in seguito alla cessione di Casillas al Porto. La prima parte di stagione inizia male: il 15 settembre s'infortuna a una spalla nella partita di Champions League giocata e vinta 4-0 contro lo Šachtar. Ripresosi dall'infortunio settimane più tardi, riesce a giocare una manciata di partite prima di infortunarsi nuovamente, cadendo male dopo una rovesciata messa a segno nella trasferta di Siviglia dell'8 novembre. Nonostante il dolore, gioca da titolare tutti i 90 minuti del Clàsico del 21 novembre seguente, perso 0-4 contro il Barça, decidendo di operarsi soltanto dopo aver disputato la partita. Il 28 maggio 2016 vince la Champions League da capitano del Real, segnando il provvisorio 1-0 (seppur in fuorigioco) sui rivali cittadini dell'Atletico Madrid e poi ripetendosi anche nella serie di rigori che porta al titolo (l'11º per il club madrileno). Nell'aprile del 2017 viene espulso con un cartellino rosso diretto durante El Clásico a causa di un intervento violento a due piedi contro Lionel Messi, azione definita criminale dall'ex allenatore del Real Madrid Fabio Capello.
L'anno successivo si aggiudica sia il campionato, che la Champions League. Per la prima volta nella sua carriera, riesce a raggiungere la doppia cifra nelle marcature stagionali di club. In Champions League si rende protagonista nella sfida contro il Napoli, dove segna una rete e propizia l'autogol di Dries Mertens.

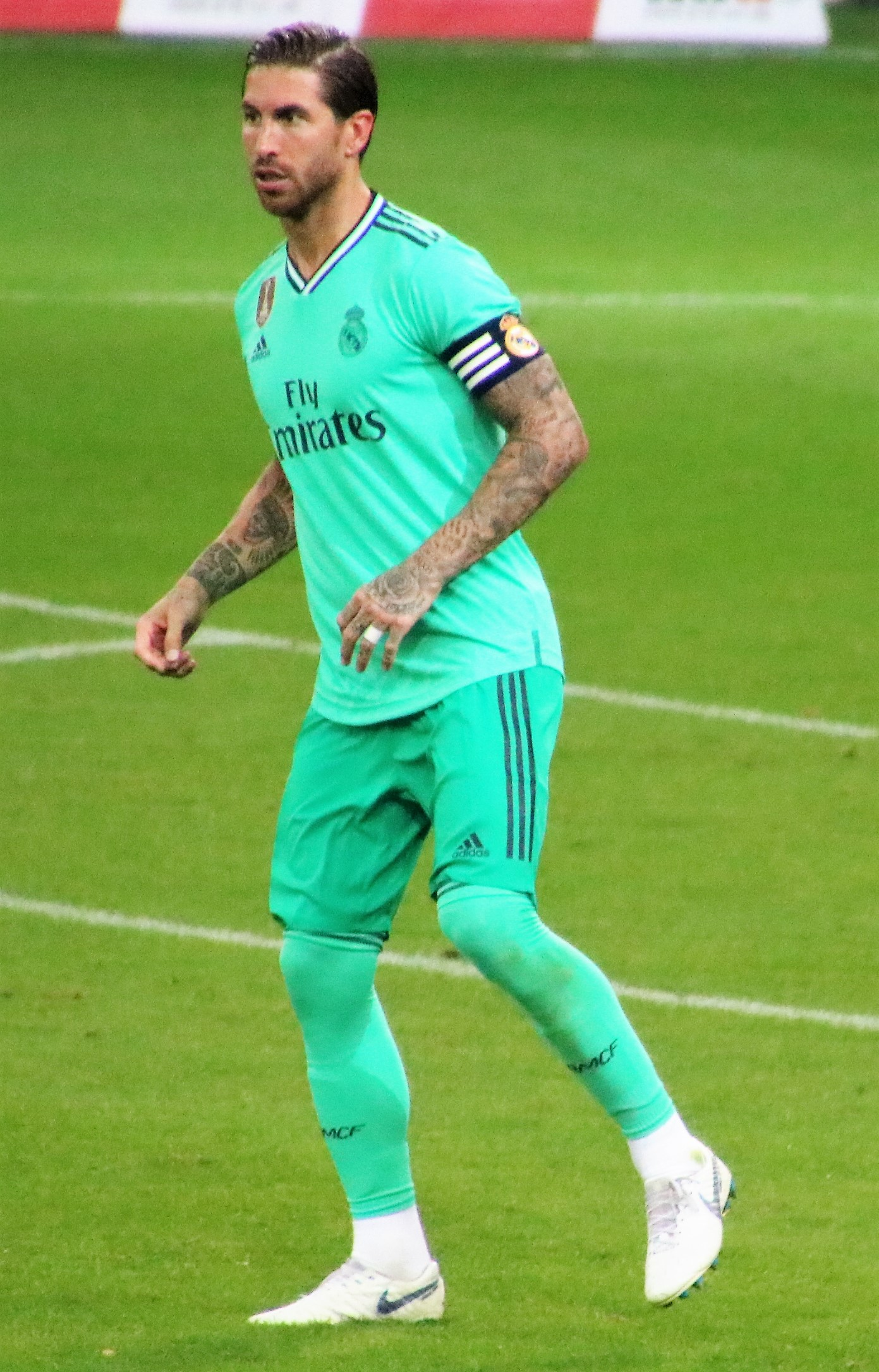
Ramos in un'amichevole contro il nell'agosto 2019

Inizia la nuova stagione vincendo la Supercoppa europea, vinta battendo per 2-1 a Skopje il Manchester United. Il 2 dicembre 2017, dopo l'espulsione contro l'Athletic Bilbao, diventa il giocatore con più cartellini rossi (19) nella storia del campionato spagnolo. Nel corso dell'annata conquista nuovamente la Coppa del mondo per club e la Champions League, sconfiggendo in finale il Liverpool. A partire dalla stagione 2018-2019 è il rigorista della squadra.
Il 22 dicembre 2018, grazie al successo per 4-1 contro dopo l'Al-Ain, campione degli Emirati Arabi Uniti e padrone di casa, si aggiudica con i suoi compagni un'altra Coppa del mondo per club, la quarta nella storia della squadra madrilena (record per la competizione).
Vincendo la Supercoppa 2019, raggiunge Manuel Sanchís quale secondo giocatore più titolato nella storia del Real Madrid (21), unitamente al compagno di squadra Marcelo.
Il 17 febbraio mette a referto la 601ª presenza con la maglia dei Blancos, raggiungendo così Francisco Gento e Fernando Hierro. Con il cartellino rosso rimediato in Real-Manchester City 1-2 del 26 febbraio 2020 stabilisce il record di 26 espulsioni nella storia dei blancos, della Liga, della Nazionale e — con 4 rossi — anche della Champions League. Il 1º marzo seguente, disputando il personale 44º incontro, diviene il calciatore con il maggior numero di presenze nella storia del Clásico. A luglio vince la sua quinta Liga e il 19 luglio contro il Leganés tocca quota 650 presenze totali con il Real con 97 gol e 39 assist.
Il 3 novembre 2020, nella gara interna contro l'Inter vinta 3-2 dai Blancos e valida per la terza giornata della fase a gironi di Champions League, Ramos realizza il goal del momentaneo 2-0, segnando la rete numero 100 con il Real Madrid; raggiunge così Fernando Morientes al diciottesimo posto nella classifica dei goleador di sempre del club capitolino. Il 15 gennaio viene reso pubblico che il giocatore abbia fatto uso di iniezioni di antidolorifici al ginocchio sinistro per giocare la Supercoppa di Spagna contro l'Athletic Bilbao. Successivamente, subisce un infortunio al menisco dello stesso ginocchio che richiederà un intervento chirurgico e un determinato periodo di tempo a riposo. Il 13 marzo 2021, in seguito ad una vittoria contro l'Elche, è divenuto il secondo giocatore con più vittorie della storia del campionato spagnolo, superando il connazionale Iker Casillas. Il 5 maggio disputa da titolare la semifinale di ritorno di Champions League contro il Chelsea, che i Blancos perderanno per 2-0 venendo eliminati dalla competizione; tuttavia, questa sarà la sua ultima gara con indosso la maglia del Real Madrid, poiché poco dopo subirà un infortunio al tendine del ginocchio sinistro che lo costringerà a stare fuori per tutto il resto di stagione. Termina la stagione totalizzando solamente 21 presenze e 4 marcature.
Il 17 giugno 2021, in scadenza di contratto, annuncia la separazione dal Real Madrid dopo sedici stagioni.

#### Paris Saint-Germain
L'8 luglio 2021 si trasferisce al Paris Saint-Germain, firmando un contratto biennale e vestendo la maglia numero 4, cedutagli da Thilo Kehrer. A causa di numerosi infortuni esordisce con i parigini solo il 28 novembre seguente, nel successo per 1-3 in casa del Saint-Étienne. Il 23 gennaio 2022 mette a referto la sua prima rete parigina, aiutando la propria squadra a vincere per 4-0 contro lo Stade Reims. Si aggiudica il campionato francese in una stagione piena di infortuni e solo 12 partite giocate in Ligue 1, con 2 reti segnate.
Il 31 luglio 2022 segna, di tacco, il gol del 3-0 contro il Nantes, contribuendo alla vittoria della Supercoppa di Francia. Il 6 settembre debutta in Champions League con i parigini in una vittoria casalinga 2-1 contro la Juventus. Al termine della stagione 2022-2023, non rinnova il proprio accordo con la squadra parigina, chiudendo così l'esperienza francese con 58 presenze e 6 reti in tutte le competizioni.

#### Ritorno al Siviglia
Rimasto svincolato, il 4 settembre 2023, dopo 18 anni, ritorna al Siviglia, firmando un contratto per una stagione. Torna in campo per i Rojiblancos il 17 settembre seguente in un incontro vinto per 1-0 contro il Las Palmas allo Stadio Ramón Sánchez-Pizjuán. Tre giorni dopo disputa il suo primo incontro di Champions League con la maglia del Siviglia, giocato contro il Lens e pareggiato per 1-1. Il 21 ottobre Ramos incontra di nuovo il Real Madrid, stavolta da avversario, in un incontro terminato sul punteggio di 1-1.
Il 26 novembre, viene coinvolto in un episodio abbastanza inusuale durante una partita contro la Real Sociedad, in cui ha ricevuto due cartellini rossi. Inizialmente, gli è stato mostrato il cartellino rosso a causa di una seconda ammonizione ricevuta per un'entrata con il piede a martello su Brais Méndez nei minuti finali dell'incontro. Non convinto di aver commesso un fallo, ha immediatamente chiesto a gran voce l'intervento del VAR, spingendo l'arbitro a esaminare il video rallentato a bordo campo. Dopo aver visionato le immagini, l'arbitro ha annullato il secondo cartellino giallo, e ha immediatamente mostrato a Ramos un cartellino rosso diretto.
Il 29 novembre mette a segno la sua prima rete, in una sconfitta interna contro il PSV (3-2); questa sua marcatura è stata la numero 10.000 della storia della Champions League. Inoltre, grazie a questa rete, rientra tra i difensori ad aver messo a segno il maggior numero di reti in Champions League, eguagliando così Roberto Carlos e Gerard Piqué (a quota 16). Batterà codesto record il successivo 12 dicembre, realizzando un calcio di rigore in un pareggio contro il Lens. Il 17 giugno 2024 la società spagnola annuncia che il giocatore non avrebbe proseguito la propria esperienza al club e che a partire dal 1º luglio sarebbe stato libero di accordarsi con altri club.

#### Monterrey
Dopo essere rimasto svincolato per oltre sei mesi, il 6 febbraio 2025 viene annunciato il suo ingaggio da parte della squadra messicana del Monterrey, con cui sottoscrive un accordo annuale. Il 23 febbraio fa il suo esordio da capitano con la sua nuova squadra in occasione del successo casalingo per 3-1 contro l' Atlético de San Luis. Il 3 marzo segna la sua prima rete con i messicani nel successo per 4-2 contro il Santos Laguna, ripetendosi poi nel turno successivo nel pareggio per 1-1 in casa del Cruz Azul. Va quaindi a segno anche il 13 marzo nell'esordio in Concacaf Champions Cup, nel pareggio casalingo per 2-2 contro i canadesi del Vancouner Whitecaps, nella sfida di ritorno degli ottavi di finale che sancisce l'eliminazione del Monterrey. 
Il 17 marzo 2025 riceve la sua trentesima espulsione in carriera (la prima da tesserato del Monterrey) per aver sferrato un calcio nel sedere a Guillermo Martínez nei minuti finali della partita contro l'UNAM.
Il 17 giugno trova il gol anche all'esordio nella Coppa del Mondo per Club FIFA 2025, siglando il momentaneo vantaggio contro l'Inter, nella partita conclusa poi sul pareggio per 1-1.

### Nazionale

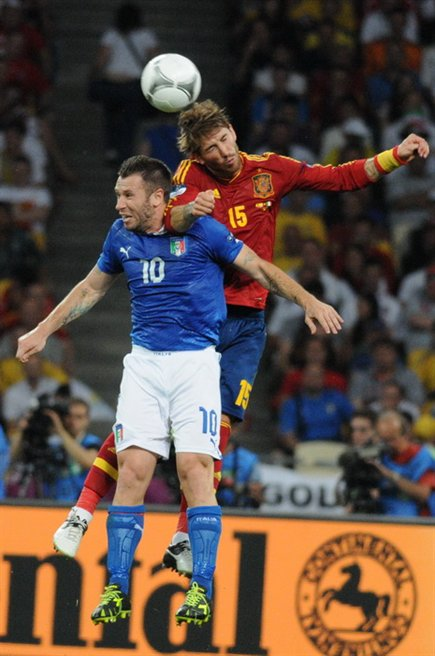
Ramos a contrasto su Antonio Cassano durante la finale del campionato europeo 2012

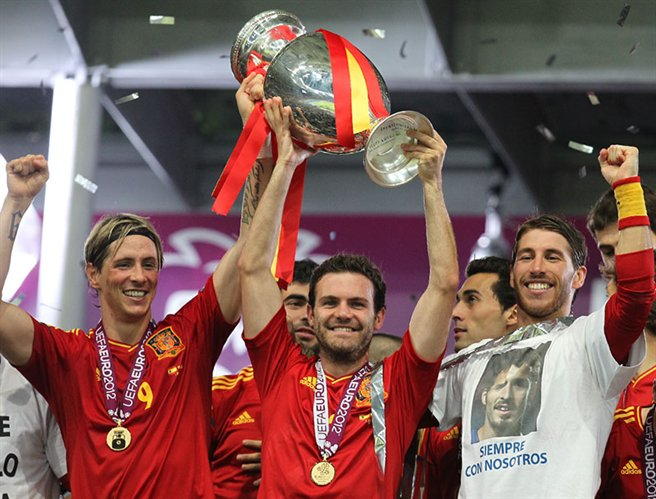
Ramos, Fernando Torres e Juan Mata mostrano la Coppa Henri Delaunay vinta al termine dell'Europeo 2012

Nel 2004 ha partecipato con la nazionale Under-19 al campionato europeo di categoria, vincendo il torneo. Nello stesso anno colleziona anche alcune presenze con la nazionale Under-21.
Esordisce con la nazionale maggiore il 26 marzo 2005, quattro giorni prima del suo 19º compleanno, in un'amichevole contro la Cina tenutasi allo stadio Helmántico di Salamanca, entrando in campo dopo l'intervallo. Il 13 ottobre successivo ha realizzato le prime reti con una doppietta contro il San Marino nelle qualificazioni al campionato mondiale 2006. È stato il giocatore più giovane convocato da Luis Aragonés (sia per nelle qualificazioni sia nella fase finale del torneo).
Divenuto titolare della Roja, ha partecipato al campionato d'Europa 2008, in cui la nazionale iberica ha trionfato a quarantaquattro anno di distanza dal primo successo nella rassegna. Successivamente è stato convocato anche per il vittorioso campionato del mondo 2010: durante i festeggiamenti per il trionfo ha indossato una maglietta con la foto di Antonio Puerta, suo connazionale ed ex compagno al Siviglia, deceduto nell'agosto 2007.
Al campionato d'Europa 2012, organizzato da Ucraina e Polonia, ha realizzato con un cucchiaio uno dei tiri di rigore nella semifinale contro il Portogallo: è poi diventato campione d'Europa per la seconda volta consecutiva, dopo la finale vinta per 4-0 contro l'Italia.
Convocato per la Confederations Cup 2013, in semifinale segna il proprio tiro dagli undici metri durante la serie dei rigori contro l'Italia, contribuendo al passaggio in finale della propria squadra. Sceso in campo in tutte le partite del torneo, perde la finale contro il Brasile per 3-0. Partecipa al campionato del mondo 2014, disputando tutte le partite del mondiale da titolare, con la Spagna eliminata al primo turno in favore di Paesi Bassi e Cile.

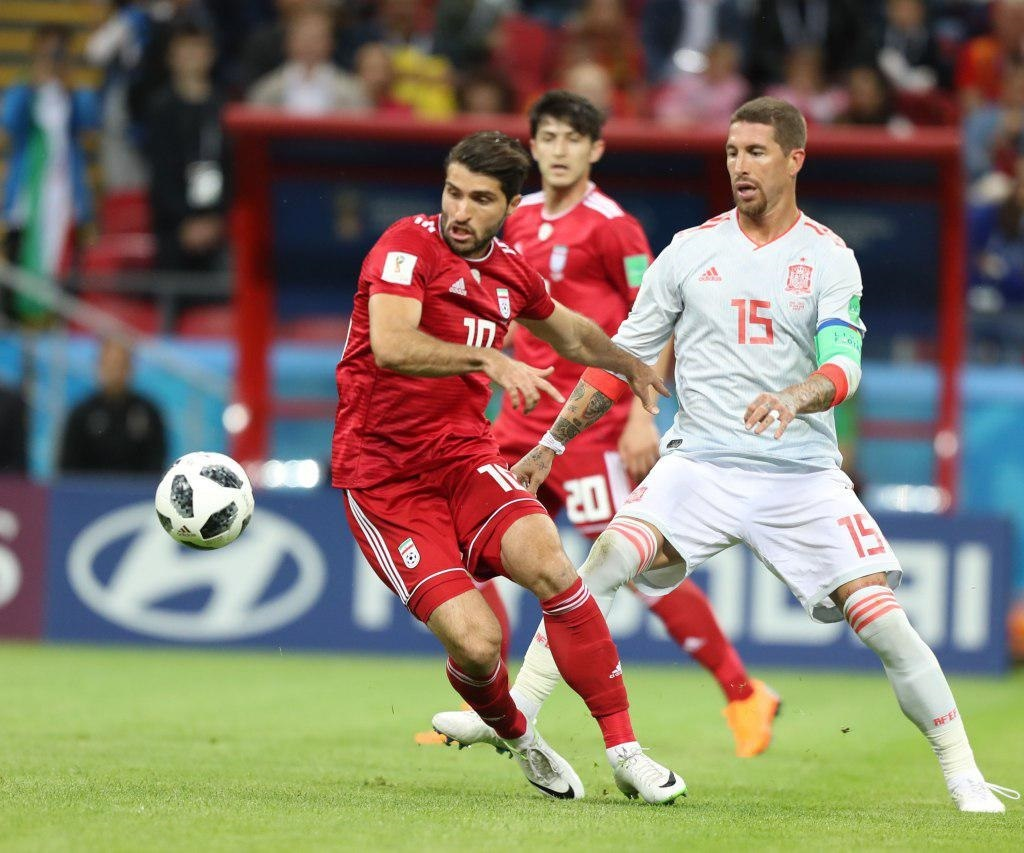
Ramos impegnato nella gara contro l'Iran al campionato del mondo 2018

Convocato per il campionato europeo del 2016 in Francia, scende in campo con la fascia di capitano nelle quattro partite della nazionale spagnola, eliminata agli ottavi di finale dall'Italia. Nella terza gara della fase a gironi contro la Croazia, fallisce un calcio di rigore sul punteggio di 1-1.
Il 21 maggio 2018 viene incluso dal commissario tecnico della Spagna Lopetegui nella lista dei convocati per il campionato mondiale 2018, che per la nazionale spagnola si conclude allo stadio degli ottavi di finale, nei quali viene sconfitta ai rigori dai padroni di casa della Russia.
L'8 settembre 2019 eguaglia il primato di presenze in nazionale dell'ex compagno al Real Madrid e in nazionale Iker Casillas, toccando quota 167 presenze con la Spagna nel successo per 4-0 contro le Isole Fær Øer. Il 12 ottobre, scendendo in campo nella sfida in casa della Norvegia (1-1), diviene il primatista di presenze in nazionale.
Il 6 settembre 2020 realizza una doppietta nella vittoria per 4-0 contro l'Ucraina, raggiungendo Alfredo Di Stéfano all'ottavo posto nella classifica marcatori della Roja. L'11 novembre, nell'amichevole contro i Paesi Bassi, eguaglia Gianluigi Buffon a quota 176 presenze con la nazionale, diventando il giocatore più presente di sempre con una nazionale europea; supera il record tre giorni dopo, nella partita pareggiata per 1-1 contro la Svizzera, durante la quale sbaglia due calci di rigore.
Il 23 febbraio 2023, dopo quasi due anni di assenza dalla nazionale, essendo stato escluso dalla lista dei convocati per il campionato d'Europa 2020 e per il campionato del mondo 2022, annuncia il proprio ritiro dalla nazionale. Con 180 partite disputate è il primatista di presenze con la nazionale spagnola.

## Statistiche

### Presenze e reti nei club
Statistiche aggiornate al 19 luglio 2025.
| Stagione                   | Squadra                    | Campionato                 | Campionato | Campionato | Coppe nazionali | Coppe nazionali | Coppe nazionali | Coppe continentali | Coppe continentali | Coppe continentali | Altre coppe | Altre coppe | Altre coppe | Totale | Totale |
| Stagione                   | Squadra                    | Comp                       | Pres       | Reti       | Comp            | Pres            | Reti            | Comp               | Pres               | Reti               | Comp        | Pres        | Reti        | Pres   | Reti   |
| -------------------------- | -------------------------- | -------------------------- | ---------- | ---------- | --------------- | --------------- | --------------- | ------------------ | ------------------ | ------------------ | ----------- | ----------- | ----------- | ------ | ------ |
| 2002-2003                  | Siviglia Atlético          | SDB                        | 1          | 0          | -               | -               | -               | -                  | -                  | -                  | -           | -           | -           | 1      | 0      |
| 2003-2004                  | Siviglia Atlético          | SDB                        | 25+5       | 2+0        | -               | -               | -               | -                  | -                  | -                  | -           | -           | -           | 30     | 2      |
| Totale Siviglia Atletico   | Totale Siviglia Atletico   | Totale Siviglia Atletico   | 26+5       | 2+0        |                 | -               | -               |                    | -                  | -                  |             | -           | -           | 31     | 2      |
| 2003-2004                  | Siviglia                   | PD                         | 7          | 0          | CR              | 0               | 0               | CU                 | 0                  | 0                  | -           | -           | -           | 7      | 0      |
| 2004-2005                  | Siviglia                   | PD                         | 31         | 2          | CR              | 5               | 0               | CU                 | 6                  | 1                  | -           | -           | -           | 42     | 3      |
| lug.-ago. 2005             | Siviglia                   | PD                         | 1          | 0          | CR              | 0               | 0               | CU                 | 0                  | 0                  | -           | -           | -           | 1      | 0      |
| 2005-2006                  | Real Madrid                | PD                         | 33         | 4          | CR              | 6               | 1               | UCL                | 7                  | 1                  | -           | -           | -           | 46     | 6      |
| 2006-2007                  | Real Madrid                | PD                         | 33         | 5          | CR              | 3               | 0               | UCL                | 6                  | 1                  | -           | -           | -           | 42     | 6      |
| 2007-2008                  | Real Madrid                | PD                         | 33         | 5          | CR              | 3               | 0               | UCL                | 7                  | 0                  | SS          | 2           | 1           | 45     | 6      |
| 2008-2009                  | Real Madrid                | PD                         | 32         | 4          | CR              | 0               | 0               | UCL                | 8                  | 1                  | SS          | 2           | 1           | 42     | 6      |
| 2009-2010                  | Real Madrid                | PD                         | 33         | 4          | CR              | 0               | 0               | UCL                | 7                  | 0                  | -           | -           | -           | 40     | 4      |
| 2010-2011                  | Real Madrid                | PD                         | 31         | 3          | CR              | 7               | 1               | UCL                | 8                  | 0                  | -           | -           | -           | 46     | 4      |
| 2011-2012                  | Real Madrid                | PD                         | 34         | 3          | CR              | 4               | 0               | UCL                | 11                 | 1                  | SS          | 2           | 0           | 51     | 4      |
| 2012-2013                  | Real Madrid                | PD                         | 26         | 4          | CR              | 3               | 0               | UCL                | 9                  | 1                  | SS          | 2           | 0           | 40     | 5      |
| 2013-2014                  | Real Madrid                | PD                         | 32         | 4          | CR              | 8               | 0               | UCL                | 11                 | 3                  | -           | -           | -           | 51     | 7      |
| 2014-2015                  | Real Madrid                | PD                         | 27         | 4          | CR              | 2               | 1               | UCL                | 8                  | 0                  | SU+SS+Cmc   | 1+2+2       | 0+0+2       | 42     | 7      |
| 2015-2016                  | Real Madrid                | PD                         | 23         | 2          | CR              | 0               | 0               | UCL                | 10                 | 1                  | -           | -           | -           | 33     | 3      |
| 2016-2017                  | Real Madrid                | PD                         | 28         | 7          | CR              | 3               | 1               | UCL                | 11                 | 1                  | SU+Cmc      | 1+1         | 1+0         | 44     | 10     |
| 2017-2018                  | Real Madrid                | PD                         | 26         | 4          | CR              | 1               | 0               | UCL                | 11                 | 1                  | SU+SS+Cmc   | 1+2+1       | 0           | 42     | 5      |
| 2018-2019                  | Real Madrid                | PD                         | 28         | 6          | CR              | 6               | 3               | UCL                | 5                  | 0                  | SU+Cmc      | 1+2         | 1+1         | 42     | 11     |
| 2019-2020                  | Real Madrid                | PD                         | 35         | 11         | CR              | 2               | 0               | UCL                | 5                  | 2                  | SS          | 2           | 0           | 44     | 13     |
| 2020-2021                  | Real Madrid                | PD                         | 15         | 2          | CR              | 0               | 0               | UCL                | 5                  | 2                  | SS          | 1           | 0           | 21     | 4      |
| Totale Real Madrid         | Totale Real Madrid         | Totale Real Madrid         | 469        | 72         |                 | 48              | 7               |                    | 129                | 15                 |             | 25          | 7           | 671    | 101    |
| 2021-2022                  | Paris Saint-Germain        | L1                         | 12         | 2          | CF              | 1               | 0               | UCL                | 0                  | 0                  | SF          | -           | -           | 13     | 2      |
| 2022-2023                  | Paris Saint-Germain        | L1                         | 33         | 2          | CF              | 3               | 1               | UCL                | 8                  | 0                  | SF          | 1           | 1           | 45     | 4      |
| Totale Paris Saint-Germain | Totale Paris Saint-Germain | Totale Paris Saint-Germain | 45         | 4          |                 | 4               | 1               |                    | 8                  | 0                  |             | 1           | 1           | 58     | 6      |
| 2023-2024                  | Siviglia                   | PD                         | 28         | 3          | CR              | 4               | 2               | UCL                | 5                  | 2                  | SU          | -           | -           | 37     | 7      |
| Totale Siviglia            | Totale Siviglia            | Totale Siviglia            | 67         | 5          |                 | 9               | 2               |                    | 11                 | 3                  |             | -           | -           | 87     | 10     |
| feb.-giu. 2025             | Monterrey                  | PD                         | 8          | 3          | -               | -               | -               | CCC                | 1                  | 1                  | LC+Cmc      | 0+4         | 0+1         | 13     | 5      |
| 2025-2026                  | Monterrey                  | PD                         | 2          | 0          | -               | -               | -               |                    | -                  | -                  | LC          | -           | -           | 2      | 0      |
| Totale Monterrey           | Totale Monterrey           | Totale Monterrey           | 10         | 3          |                 | -               | -               |                    | 1                  | 1                  |             | 4           | 1           | 15     | 5      |
| Totale carriera            | Totale carriera            | Totale carriera            | 622        | 86         |                 | 61              | 10              |                    | 149                | 19                 |             | 30          | 9           | 862    | 124    |

### Cronologia presenze e reti in nazionale
| Cronologia completa delle presenze e delle reti in nazionale ― Spagna | Cronologia completa delle presenze e delle reti in nazionale ― Spagna | Cronologia completa delle presenze e delle reti in nazionale ― Spagna | Cronologia completa delle presenze e delle reti in nazionale ― Spagna | Cronologia completa delle presenze e delle reti in nazionale ― Spagna | Cronologia completa delle presenze e delle reti in nazionale ― Spagna | Cronologia completa delle presenze e delle reti in nazionale ― Spagna | Cronologia completa delle presenze e delle reti in nazionale ― Spagna |
| Data                                                                  | Città                                                                 | In casa                                                               | Risultato                                                             | Ospiti                                                                | Competizione                                                          | Reti                                                                  | Note                                                                  |
| --------------------------------------------------------------------- | --------------------------------------------------------------------- | --------------------------------------------------------------------- | --------------------------------------------------------------------- | --------------------------------------------------------------------- | --------------------------------------------------------------------- | --------------------------------------------------------------------- | --------------------------------------------------------------------- |
| 26-3-2005                                                             | Salamanca                                                             | Spagna                                                                | 3 – 0                                                                 | Cina                                                                  | Amichevole                                                            | -                                                                     | 46’                                                                   |
| 30-3-2005                                                             | Belgrado                                                              | Serbia e Montenegro                                                   | 0 – 0                                                                 | Spagna                                                                | Qual. Mondiali 2006                                                   | -                                                                     | 54’                                                                   |
| 4-6-2005                                                              | Valencia                                                              | Spagna                                                                | 1 – 0                                                                 | Lituania                                                              | Qual. Mondiali 2006                                                   | -                                                                     | 74’                                                                   |
| 17-8-2005                                                             | Gijón                                                                 | Spagna                                                                | 2 – 0                                                                 | Uruguay                                                               | Amichevole                                                            | -                                                                     | 60’                                                                   |
| 3-9-2005                                                              | Santander                                                             | Spagna                                                                | 2 – 1                                                                 | Canada                                                                | Amichevole                                                            | -                                                                     |                                                                       |
| 12-10-2005                                                            | Serravalle                                                            | San Marino                                                            | 0 – 6                                                                 | Spagna                                                                | Qual. Mondiali 2006                                                   | 2                                                                     |                                                                       |
| 16-11-2005                                                            | Bratislava                                                            | Slovacchia                                                            | 1 – 1                                                                 | Spagna                                                                | Qual. Mondiali 2006                                                   | -                                                                     | 74’                                                                   |
| 1-3-2006                                                              | Valladolid                                                            | Spagna                                                                | 3 – 2                                                                 | Costa d'Avorio                                                        | Amichevole                                                            | -                                                                     | 65’                                                                   |
| 27-5-2006                                                             | Albacete                                                              | Spagna                                                                | 0 – 0                                                                 | Russia                                                                | Amichevole                                                            | -                                                                     |                                                                       |
| 3-6-2006                                                              | Elche                                                                 | Spagna                                                                | 2 – 0                                                                 | Egitto                                                                | Amichevole                                                            | -                                                                     |                                                                       |
| 7-6-2006                                                              | Ginevra                                                               | Spagna                                                                | 2 – 1                                                                 | Croazia                                                               | Amichevole                                                            | -                                                                     | 46’                                                                   |
| 14-6-2006                                                             | Lipsia                                                                | Spagna                                                                | 4 – 0                                                                 | Ucraina                                                               | Mondiali 2006 - 1º turno                                              | -                                                                     |                                                                       |
| 19-6-2006                                                             | Stoccarda                                                             | Spagna                                                                | 3 – 1                                                                 | Tunisia                                                               | Mondiali 2006 - 1º turno                                              | -                                                                     |                                                                       |
| 27-6-2006                                                             | Hannover                                                              | Spagna                                                                | 1 – 3                                                                 | Francia                                                               | Mondiali 2006 - Ottavi di finale                                      | -                                                                     |                                                                       |
| 15-8-2006                                                             | Reykjavík                                                             | Islanda                                                               | 0 – 0                                                                 | Spagna                                                                | Amichevole                                                            | -                                                                     |                                                                       |
| 2-9-2006                                                              | Badajoz                                                               | Spagna                                                                | 4 – 0                                                                 | Liechtenstein                                                         | Qual. Euro 2008                                                       | -                                                                     | 51’                                                                   |
| 6-9-2006                                                              | Belfast                                                               | Irlanda del Nord                                                      | 3 – 2                                                                 | Spagna                                                                | Qual. Euro 2008                                                       | -                                                                     | 46’                                                                   |
| 7-10-2006                                                             | Solna                                                                 | Svezia                                                                | 2 – 0                                                                 | Spagna                                                                | Qual. Euro 2008                                                       | -                                                                     | 89’                                                                   |
| 11-10-2006                                                            | Murcia                                                                | Spagna                                                                | 2 – 1                                                                 | Argentina                                                             | Amichevole                                                            | -                                                                     | 20’                                                                   |
| 15-11-2006                                                            | Cadice                                                                | Spagna                                                                | 0 – 1                                                                 | Romania                                                               | Amichevole                                                            | -                                                                     | 74’                                                                   |
| 7-2-2007                                                              | Manchester                                                            | Inghilterra                                                           | 0 – 1                                                                 | Spagna                                                                | Amichevole                                                            | -                                                                     | 48’                                                                   |
| 28-3-2007                                                             | Palma di Maiorca                                                      | Spagna                                                                | 1 – 0                                                                 | Islanda                                                               | Qual. Euro 2008                                                       | -                                                                     |                                                                       |
| 2-6-2007                                                              | Riga                                                                  | Lettonia                                                              | 0 – 2                                                                 | Spagna                                                                | Qual. Euro 2008                                                       | -                                                                     |                                                                       |
| 6-6-2007                                                              | Vaduz                                                                 | Liechtenstein                                                         | 0 – 2                                                                 | Spagna                                                                | Qual. Euro 2008                                                       | -                                                                     |                                                                       |
| 8-9-2007                                                              | Reykjavík                                                             | Islanda                                                               | 1 – 1                                                                 | Spagna                                                                | Qual. Euro 2008                                                       | -                                                                     |                                                                       |
| 12-9-2007                                                             | Oviedo                                                                | Spagna                                                                | 2 – 0                                                                 | Lettonia                                                              | Qual. Euro 2008                                                       | -                                                                     |                                                                       |
| 13-10-2007                                                            | Aarhus                                                                | Danimarca                                                             | 1 – 3                                                                 | Spagna                                                                | Qual. Euro 2008                                                       | 1                                                                     |                                                                       |
| 17-10-2007                                                            | Helsinki                                                              | Finlandia                                                             | 0 – 0                                                                 | Spagna                                                                | Amichevole                                                            | -                                                                     |                                                                       |
| 17-11-2007                                                            | Madrid                                                                | Spagna                                                                | 3 – 0                                                                 | Svezia                                                                | Qual. Euro 2008                                                       | 1                                                                     |                                                                       |
| 21-11-2007                                                            | Las Palmas                                                            | Spagna                                                                | 1 – 0                                                                 | Irlanda del Nord                                                      | Qual. Euro 2008                                                       | -                                                                     |                                                                       |
| 6-2-2008                                                              | Malaga                                                                | Spagna                                                                | 1 – 0                                                                 | Francia                                                               | Amichevole                                                            | -                                                                     | 46’                                                                   |
| 26-3-2008                                                             | Elche                                                                 | Spagna                                                                | 1 – 0                                                                 | Italia                                                                | Amichevole                                                            | -                                                                     | 75’                                                                   |
| 31-5-2008                                                             | Huelva                                                                | Spagna                                                                | 2 – 1                                                                 | Perù                                                                  | Amichevole                                                            | -                                                                     |                                                                       |
| 4-6-2008                                                              | Santander                                                             | Spagna                                                                | 1 – 0                                                                 | Stati Uniti                                                           | Amichevole                                                            | -                                                                     |                                                                       |
| 10-6-2008                                                             | Innsbruck                                                             | Spagna                                                                | 4 – 1                                                                 | Russia                                                                | Euro 2008 - 1º turno                                                  | -                                                                     |                                                                       |
| 14-6-2008                                                             | Innsbruck                                                             | Svezia                                                                | 1 – 2                                                                 | Spagna                                                                | Euro 2008 - 1º turno                                                  | -                                                                     |                                                                       |
| 22-6-2008                                                             | Vienna                                                                | Spagna                                                                | 0 – 0 dts (4 – 2 dtr)                                                 | Italia                                                                | Euro 2008 - Quarti di finale                                          | -                                                                     |                                                                       |
| 26-6-2008                                                             | Vienna                                                                | Russia                                                                | 0 – 3                                                                 | Spagna                                                                | Euro 2008 - Semifinale                                                | -                                                                     |                                                                       |
| 29-6-2008                                                             | Vienna                                                                | Germania                                                              | 0 – 1                                                                 | Spagna                                                                | Euro 2008 - Finale                                                    | -                                                                     | 2º Titolo europeo                                                     |
| 20-8-2008                                                             | Copenaghen                                                            | Danimarca                                                             | 0 – 3                                                                 | Spagna                                                                | Amichevole                                                            | -                                                                     | 24’ 74’                                                               |
| 6-9-2008                                                              | Murcia                                                                | Spagna                                                                | 1 – 0                                                                 | Bosnia ed Erzegovina                                                  | Qual. Mondiali 2010                                                   | -                                                                     |                                                                       |
| 10-9-2008                                                             | Albacete                                                              | Spagna                                                                | 4 – 0                                                                 | Armenia                                                               | Qual. Mondiali 2010                                                   | -                                                                     |                                                                       |
| 11-10-2008                                                            | Tallinn                                                               | Estonia                                                               | 0 – 3                                                                 | Spagna                                                                | Qual. Mondiali 2010                                                   | -                                                                     | 54’                                                                   |
| 15-10-2008                                                            | Bruxelles                                                             | Belgio                                                                | 1 – 2                                                                 | Spagna                                                                | Qual. Mondiali 2010                                                   | -                                                                     |                                                                       |
| 19-11-2008                                                            | Vila-real                                                             | Spagna                                                                | 3 – 0                                                                 | Cile                                                                  | Amichevole                                                            | -                                                                     | 60’                                                                   |
| 11-2-2009                                                             | Siviglia                                                              | Spagna                                                                | 2 – 0                                                                 | Inghilterra                                                           | Amichevole                                                            | -                                                                     |                                                                       |
| 28-3-2009                                                             | Madrid                                                                | Spagna                                                                | 1 – 0                                                                 | Turchia                                                               | Qual. Mondiali 2010                                                   | -                                                                     |                                                                       |
| 1-4-2009                                                              | Istanbul                                                              | Turchia                                                               | 1 – 2                                                                 | Spagna                                                                | Qual. Mondiali 2010                                                   | -                                                                     | 63’                                                                   |
| 9-6-2009                                                              | Baku                                                                  | Azerbaigian                                                           | 0 – 6                                                                 | Spagna                                                                | Amichevole                                                            | -                                                                     | 46’                                                                   |
| 14-6-2009                                                             | Rustenburg                                                            | Nuova Zelanda                                                         | 0 – 5                                                                 | Spagna                                                                | Conf. Cup 2009 - 1º turno                                             | -                                                                     | 54’                                                                   |
| 17-6-2009                                                             | Bloemfontein                                                          | Spagna                                                                | 1 – 0                                                                 | Iraq                                                                  | Conf. Cup 2009 - 1º turno                                             | -                                                                     |                                                                       |
| 24-6-2009                                                             | Bloemfontein                                                          | Spagna                                                                | 0 – 2                                                                 | Stati Uniti                                                           | Conf. Cup 2009 - Semifinale                                           | -                                                                     |                                                                       |
| 10-10-2009                                                            | Erevan                                                                | Armenia                                                               | 1 – 2                                                                 | Spagna                                                                | Qual. Mondiali 2010                                                   | -                                                                     |                                                                       |
| 14-10-2009                                                            | Zenica                                                                | Bosnia ed Erzegovina                                                  | 2 – 5                                                                 | Spagna                                                                | Qual. Mondiali 2010                                                   | -                                                                     | 77’                                                                   |
| 14-11-2009                                                            | Madrid                                                                | Spagna                                                                | 2 – 1                                                                 | Argentina                                                             | Amichevole                                                            | -                                                                     |                                                                       |
| 18-11-2009                                                            | Vienna                                                                | Austria                                                               | 1 – 5                                                                 | Spagna                                                                | Amichevole                                                            | -                                                                     |                                                                       |
| 3-3-2010                                                              | Saint-Denis                                                           | Francia                                                               | 0 – 2                                                                 | Spagna                                                                | Amichevole                                                            | 1                                                                     | 54’                                                                   |
| 29-5-2010                                                             | Innsbruck                                                             | Spagna                                                                | 3 – 2                                                                 | Arabia Saudita                                                        | Amichevole                                                            | -                                                                     | 60’                                                                   |
| 3-6-2010                                                              | Innsbruck                                                             | Spagna                                                                | 1 – 0                                                                 | Corea del Sud                                                         | Amichevole                                                            | -                                                                     | cap.                                                                  |
| 8-6-2010                                                              | Murcia                                                                | Spagna                                                                | 6 – 0                                                                 | Polonia                                                               | Amichevole                                                            | -                                                                     | 55’                                                                   |
| 16-6-2010                                                             | Durban                                                                | Spagna                                                                | 0 – 1                                                                 | Svizzera                                                              | Mondiali 2010 - 1º turno                                              | -                                                                     |                                                                       |
| 21-6-2010                                                             | Johannesburg                                                          | Spagna                                                                | 2 – 0                                                                 | Honduras                                                              | Mondiali 2010 - 1º turno                                              | -                                                                     | 77’                                                                   |
| 25-6-2010                                                             | Pretoria                                                              | Cile                                                                  | 1 – 2                                                                 | Spagna                                                                | Mondiali 2010 - 1º turno                                              | -                                                                     |                                                                       |
| 29-6-2010                                                             | Città del Capo                                                        | Spagna                                                                | 1 – 0                                                                 | Portogallo                                                            | Mondiali 2010 - Ottavi di finale                                      | -                                                                     |                                                                       |
| 3-7-2010                                                              | Johannesburg                                                          | Paraguay                                                              | 0 – 1                                                                 | Spagna                                                                | Mondiali 2010 - Quarti di finale                                      | -                                                                     |                                                                       |
| 7-7-2010                                                              | Durban                                                                | Germania                                                              | 0 – 1                                                                 | Spagna                                                                | Mondiali 2010 - Semifinale                                            | -                                                                     |                                                                       |
| 11-7-2010                                                             | Johannesburg                                                          | Paesi Bassi                                                           | 0 – 1 dts                                                             | Spagna                                                                | Mondiali 2010 - Finale                                                | -                                                                     | 23’ - 1º titolo mondiale                                              |
| 11-8-2010                                                             | Città del Messico                                                     | Messico                                                               | 1 – 1                                                                 | Spagna                                                                | Amichevole                                                            | -                                                                     | 46’                                                                   |
| 3-9-2010                                                              | Vaduz                                                                 | Liechtenstein                                                         | 0 – 4                                                                 | Spagna                                                                | Qual. Euro 2012                                                       | -                                                                     |                                                                       |
| 8-10-2010                                                             | Salamanca                                                             | Spagna                                                                | 3 – 1                                                                 | Lituania                                                              | Qual. Euro 2012                                                       | -                                                                     | 82’                                                                   |
| 12-10-2010                                                            | Glasgow                                                               | Scozia                                                                | 2 – 3                                                                 | Spagna                                                                | Qual. Euro 2012                                                       | -                                                                     |                                                                       |
| 17-11-2010                                                            | Lisbona                                                               | Portogallo                                                            | 4 – 0                                                                 | Spagna                                                                | Amichevole                                                            | -                                                                     |                                                                       |
| 9-2-2011                                                              | Madrid                                                                | Spagna                                                                | 1 – 0                                                                 | Colombia                                                              | Amichevole                                                            | -                                                                     |                                                                       |
| 25-3-2011                                                             | Granada                                                               | Spagna                                                                | 2 – 1                                                                 | Rep. Ceca                                                             | Qual. Euro 2012                                                       | -                                                                     |                                                                       |
| 29-3-2011                                                             | Kaunas                                                                | Lituania                                                              | 1 – 3                                                                 | Spagna                                                                | Qual. Euro 2012                                                       | -                                                                     | 90’                                                                   |
| 4-6-2011                                                              | Foxborough                                                            | Stati Uniti                                                           | 0 – 4                                                                 | Spagna                                                                | Amichevole                                                            | -                                                                     | 64’                                                                   |
| 2-9-2011                                                              | San Gallo                                                             | Spagna                                                                | 3 – 2                                                                 | Cile                                                                  | Amichevole                                                            | -                                                                     |                                                                       |
| 6-9-2011                                                              | Logroño                                                               | Spagna                                                                | 6 – 0                                                                 | Liechtenstein                                                         | Qual. Euro 2012                                                       | 1                                                                     | 55’                                                                   |
| 7-10-2011                                                             | Praga                                                                 | Rep. Ceca                                                             | 0 – 2                                                                 | Spagna                                                                | Qual. Euro 2012                                                       | -                                                                     | 46’                                                                   |
| 11-10-2011                                                            | Alicante                                                              | Spagna                                                                | 3 – 1                                                                 | Scozia                                                                | Qual. Euro 2012                                                       | -                                                                     | 37’                                                                   |
| 12-11-2011                                                            | Londra                                                                | Inghilterra                                                           | 1 – 0                                                                 | Spagna                                                                | Amichevole                                                            | -                                                                     | 60’ 75’                                                               |
| 15-11-2011                                                            | San José                                                              | Costa Rica                                                            | 2 – 2                                                                 | Spagna                                                                | Amichevole                                                            | -                                                                     |                                                                       |
| 29-2-2012                                                             | Malaga                                                                | Spagna                                                                | 5 – 0                                                                 | Venezuela                                                             | Amichevole                                                            | -                                                                     | 60’                                                                   |
| 26-5-2012                                                             | San Gallo                                                             | Spagna                                                                | 2 – 0                                                                 | Serbia                                                                | Amichevole                                                            | -                                                                     | 46’                                                                   |
| 30-5-2012                                                             | Berna                                                                 | Spagna                                                                | 4 – 1                                                                 | Corea del Sud                                                         | Amichevole                                                            | -                                                                     | 57’                                                                   |
| 3-6-2012                                                              | Siviglia                                                              | Spagna                                                                | 1 – 0                                                                 | Cina                                                                  | Amichevole                                                            | -                                                                     | 56’                                                                   |
| 10-6-2012                                                             | Danzica                                                               | Spagna                                                                | 1 – 1                                                                 | Italia                                                                | Euro 2012 - 1º turno                                                  | -                                                                     |                                                                       |
| 14-6-2012                                                             | Danzica                                                               | Spagna                                                                | 4 – 0                                                                 | Irlanda                                                               | Euro 2012 - 1º turno                                                  | -                                                                     |                                                                       |
| 18-6-2012                                                             | Danzica                                                               | Croazia                                                               | 0 – 1                                                                 | Spagna                                                                | Euro 2012 - 1º turno                                                  | -                                                                     |                                                                       |
| 23-6-2012                                                             | Donec'k                                                               | Spagna                                                                | 2 – 0                                                                 | Francia                                                               | Euro 2012 - Quarti di finale                                          | -                                                                     | 31’                                                                   |
| 27-6-2012                                                             | Donec'k                                                               | Spagna                                                                | 0 – 0 dts (4 – 2 dtr)                                                 | Portogallo                                                            | Euro 2012 - Semifinale                                                | -                                                                     | 40’                                                                   |
| 1-7-2012                                                              | Kiev                                                                  | Spagna                                                                | 4 – 0                                                                 | Italia                                                                | Euro 2012 - Finale                                                    | -                                                                     | 3º titolo europeo                                                     |
| 15-8-2012                                                             | Bayamón                                                               | Porto Rico                                                            | 1 – 2                                                                 | Spagna                                                                | Amichevole                                                            | -                                                                     | 46’                                                                   |
| 7-9-2012                                                              | Pontevedra                                                            | Spagna                                                                | 5 – 0                                                                 | Arabia Saudita                                                        | Amichevole                                                            | -                                                                     | 46’                                                                   |
| 11-9-2012                                                             | Tbilisi                                                               | Georgia                                                               | 0 – 1                                                                 | Spagna                                                                | Qual. Mondiali 2014                                                   | -                                                                     |                                                                       |
| 12-10-2012                                                            | Minsk                                                                 | Bielorussia                                                           | 0 – 4                                                                 | Spagna                                                                | Qual. Mondiali 2014                                                   | -                                                                     | 69’                                                                   |
| 16-10-2012                                                            | Madrid                                                                | Spagna                                                                | 1 – 1                                                                 | Francia                                                               | Qual. Mondiali 2014                                                   | 1                                                                     |                                                                       |
| 14-11-2012                                                            | Panama                                                                | Panama                                                                | 1 – 5                                                                 | Spagna                                                                | Amichevole                                                            | 1                                                                     | 58’                                                                   |
| 6-2-2013                                                              | Doha                                                                  | Spagna                                                                | 3 – 1                                                                 | Uruguay                                                               | Amichevole                                                            | -                                                                     | 56’                                                                   |
| 22-3-2013                                                             | Gijón                                                                 | Spagna                                                                | 1 – 1                                                                 | Finlandia                                                             | Qual. Mondiali 2014                                                   | 1                                                                     | cap.                                                                  |
| 26-3-2013                                                             | Saint-Denis                                                           | Francia                                                               | 0 – 1                                                                 | Spagna                                                                | Qual. Mondiali 2014                                                   | -                                                                     |                                                                       |
| 8-6-2013                                                              | Miami Gardens                                                         | Spagna                                                                | 2 – 1                                                                 | Haiti                                                                 | Amichevole                                                            | -                                                                     | 39’ 46’                                                               |
| 11-6-2013                                                             | New York                                                              | Spagna                                                                | 2 – 0                                                                 | Irlanda                                                               | Amichevole                                                            | -                                                                     |                                                                       |
| 16-6-2013                                                             | Recife                                                                | Spagna                                                                | 2 – 1                                                                 | Uruguay                                                               | Conf. Cup 2013 - 1º turno                                             | -                                                                     |                                                                       |
| 20-6-2013                                                             | Rio de Janeiro                                                        | Spagna                                                                | 10 – 0                                                                | Tahiti                                                                | Conf. Cup 2013 - 1º turno                                             | -                                                                     | cap. 46’                                                              |
| 23-6-2013                                                             | Fortaleza                                                             | Nigeria                                                               | 0 – 3                                                                 | Spagna                                                                | Conf. Cup 2013 - 1º turno                                             | -                                                                     |                                                                       |
| 27-6-2013                                                             | Fortaleza                                                             | Spagna                                                                | 0 – 0 dts (7 – 6 dtr)                                                 | Italia                                                                | Conf. Cup 2013 - Semifinale                                           | -                                                                     |                                                                       |
| 30-6-2013                                                             | Rio de Janeiro                                                        | Brasile                                                               | 3 – 0                                                                 | Spagna                                                                | Conf. Cup 2013 - Finale                                               | -                                                                     | 28’                                                                   |
| 14-8-2013                                                             | Guayaquil                                                             | Ecuador                                                               | 0 – 2                                                                 | Spagna                                                                | Amichevole                                                            | -                                                                     | 67’                                                                   |
| 6-9-2013                                                              | Helsinki                                                              | Finlandia                                                             | 0 – 2                                                                 | Spagna                                                                | Qual. Mondiali 2014                                                   | -                                                                     |                                                                       |
| 10-9-2013                                                             | Ginevra                                                               | Spagna                                                                | 2 – 2                                                                 | Cile                                                                  | Amichevole                                                            | -                                                                     | 59’                                                                   |
| 11-10-2013                                                            | Palma di Maiorca                                                      | Spagna                                                                | 2 – 1                                                                 | Bielorussia                                                           | Qual. Mondiali 2014                                                   | -                                                                     |                                                                       |
| 15-10-2013                                                            | Albacete                                                              | Spagna                                                                | 2 – 0                                                                 | Georgia                                                               | Qual. Mondiali 2014                                                   | -                                                                     |                                                                       |
| 16-11-2013                                                            | Malabo                                                                | Guinea Equatoriale                                                    | 1 – 2                                                                 | Spagna                                                                | Amichevole                                                            | -                                                                     | 80’                                                                   |
| 19-11-2013                                                            | Johannesburg                                                          | Sudafrica                                                             | 1 – 0                                                                 | Spagna                                                                | Amichevole                                                            | -                                                                     |                                                                       |
| 5-3-2014                                                              | Madrid                                                                | Spagna                                                                | 1 – 0                                                                 | Italia                                                                | Amichevole                                                            | -                                                                     | 66’                                                                   |
| 7-6-2014                                                              | Landover                                                              | El Salvador                                                           | 0 – 2                                                                 | Spagna                                                                | Amichevole                                                            | -                                                                     |                                                                       |
| 13-6-2014                                                             | Salvador                                                              | Spagna                                                                | 1 – 5                                                                 | Paesi Bassi                                                           | Mondiali 2014 - 1º turno                                              | -                                                                     |                                                                       |
| 18-6-2014                                                             | Rio de Janeiro                                                        | Spagna                                                                | 0 – 2                                                                 | Cile                                                                  | Mondiali 2014 - 1º turno                                              | -                                                                     |                                                                       |
| 23-6-2014                                                             | Curitiba                                                              | Australia                                                             | 0 – 3                                                                 | Spagna                                                                | Mondiali 2014 - 1º turno                                              | -                                                                     | cap. 62’                                                              |
| 4-9-2014                                                              | Saint-Denis                                                           | Francia                                                               | 1 – 0                                                                 | Spagna                                                                | Amichevole                                                            | -                                                                     | cap.                                                                  |
| 8-9-2014                                                              | Valencia                                                              | Spagna                                                                | 5 – 1                                                                 | Macedonia                                                             | Qual. Euro 2016                                                       | 1                                                                     | 68’                                                                   |
| 15-11-2014                                                            | Huelva                                                                | Spagna                                                                | 3 – 0                                                                 | Bielorussia                                                           | Qual. Euro 2016                                                       | -                                                                     |                                                                       |
| 18-11-2014                                                            | Vigo                                                                  | Spagna                                                                | 0 – 1                                                                 | Germania                                                              | Amichevole                                                            | -                                                                     | 46’                                                                   |
| 27-3-2015                                                             | Siviglia                                                              | Spagna                                                                | 1 – 0                                                                 | Ucraina                                                               | Qual. Euro 2016                                                       | -                                                                     | 50’                                                                   |
| 31-3-2015                                                             | Amsterdam                                                             | Paesi Bassi                                                           | 2 – 0                                                                 | Spagna                                                                | Amichevole                                                            | -                                                                     | 68’                                                                   |
| 11-6-2015                                                             | León                                                                  | Spagna                                                                | 2 – 1                                                                 | Costa Rica                                                            | Amichevole                                                            | -                                                                     | cap. 58’                                                              |
| 14-6-2015                                                             | Barysaŭ                                                               | Bielorussia                                                           | 0 – 1                                                                 | Spagna                                                                | Qual. Euro 2016                                                       | -                                                                     |                                                                       |
| 5-9-2015                                                              | Oviedo                                                                | Spagna                                                                | 2 – 0                                                                 | Slovacchia                                                            | Qual. Euro 2016                                                       | -                                                                     |                                                                       |
| 8-9-2015                                                              | Skopje                                                                | Macedonia                                                             | 0 – 1                                                                 | Spagna                                                                | Qual. Euro 2016                                                       | -                                                                     | cap.                                                                  |
| 24-3-2016                                                             | Udine                                                                 | Italia                                                                | 1 – 1                                                                 | Spagna                                                                | Amichevole                                                            | -                                                                     | cap. 46’                                                              |
| 7-6-2016                                                              | Getafe                                                                | Spagna                                                                | 0 – 1                                                                 | Georgia                                                               | Amichevole                                                            | -                                                                     | cap. 46’                                                              |
| 13-6-2016                                                             | Tolosa                                                                | Spagna                                                                | 1 – 0                                                                 | Rep. Ceca                                                             | Euro 2016 - 1º turno                                                  | -                                                                     | cap.                                                                  |
| 17-6-2016                                                             | Nizza                                                                 | Spagna                                                                | 3 – 0                                                                 | Turchia                                                               | Euro 2016 - 1º turno                                                  | -                                                                     | cap. 2’                                                               |
| 21-6-2016                                                             | Bordeaux                                                              | Croazia                                                               | 2 – 1                                                                 | Spagna                                                                | Euro 2016 - 1º turno                                                  | -                                                                     | cap.                                                                  |
| 27-6-2016                                                             | Saint-Denis                                                           | Italia                                                                | 2 – 0                                                                 | Spagna                                                                | Euro 2016 - Ottavi di finale                                          | -                                                                     | cap.                                                                  |
| 1-9-2016                                                              | Bruxelles                                                             | Belgio                                                                | 0 – 2                                                                 | Spagna                                                                | Amichevole                                                            | -                                                                     | cap.                                                                  |
| 5-9-2016                                                              | León                                                                  | Spagna                                                                | 8 – 0                                                                 | Liechtenstein                                                         | Qual. Mondiali 2018                                                   | -                                                                     | cap.                                                                  |
| 6-10-2016                                                             | Torino                                                                | Italia                                                                | 1 – 1                                                                 | Spagna                                                                | Qual. Mondiali 2018                                                   | -                                                                     | cap. 75’                                                              |
| 9-10-2016                                                             | Scutari                                                               | Albania                                                               | 0 – 2                                                                 | Spagna                                                                | Qual. Mondiali 2018                                                   | -                                                                     | cap. 80’                                                              |
| 24-3-2017                                                             | Gijón                                                                 | Spagna                                                                | 4 – 1                                                                 | Israele                                                               | Qual. Mondiali 2018                                                   | -                                                                     | cap.                                                                  |
| 28-3-2017                                                             | Saint-Denis                                                           | Francia                                                               | 0 – 2                                                                 | Spagna                                                                | Amichevole                                                            | -                                                                     | cap.                                                                  |
| 11-6-2017                                                             | Skopje                                                                | Macedonia                                                             | 1 – 2                                                                 | Spagna                                                                | Qual. Mondiali 2018                                                   | -                                                                     | cap.                                                                  |
| 2-9-2017                                                              | Madrid                                                                | Spagna                                                                | 3 – 0                                                                 | Italia                                                                | Qual. Mondiali 2018                                                   | -                                                                     | cap.                                                                  |
| 5-9-2017                                                              | Vaduz                                                                 | Liechtenstein                                                         | 0 – 8                                                                 | Spagna                                                                | Qual. Mondiali 2018                                                   | 1                                                                     | cap. 46’                                                              |
| 6-10-2017                                                             | Alicante                                                              | Spagna                                                                | 3 – 0                                                                 | Albania                                                               | Qual. Mondiali 2018                                                   | -                                                                     | cap.                                                                  |
| 9-10-2017                                                             | Gerusalemme                                                           | Israele                                                               | 0 – 1                                                                 | Spagna                                                                | Qual. Mondiali 2018                                                   | -                                                                     | cap. 46’                                                              |
| 11-11-2017                                                            | Malaga                                                                | Spagna                                                                | 5 – 0                                                                 | Costa Rica                                                            | Amichevole                                                            | -                                                                     | cap. 46’                                                              |
| 14-11-2017                                                            | San Pietroburgo                                                       | Russia                                                                | 3 – 3                                                                 | Spagna                                                                | Amichevole                                                            | 2                                                                     | cap.                                                                  |
| 23-3-2018                                                             | Düsseldorf                                                            | Germania                                                              | 1 – 1                                                                 | Spagna                                                                | Amichevole                                                            | -                                                                     | cap.                                                                  |
| 28-3-2018                                                             | Madrid                                                                | Spagna                                                                | 6 – 1                                                                 | Argentina                                                             | Amichevole                                                            | -                                                                     | cap. 89’                                                              |
| 9-6-2018                                                              | Krasnodar                                                             | Tunisia                                                               | 0 – 1                                                                 | Spagna                                                                | Amichevole                                                            | -                                                                     | cap.                                                                  |
| 15-6-2018                                                             | Soči                                                                  | Portogallo                                                            | 3 – 3                                                                 | Spagna                                                                | Mondiali 2018 - 1º turno                                              | -                                                                     | cap.                                                                  |
| 20-6-2018                                                             | Kazan'                                                                | Iran                                                                  | 0 – 1                                                                 | Spagna                                                                | Mondiali 2018 - 1º turno                                              | -                                                                     | cap.                                                                  |
| 25-6-2018                                                             | Kaliningrad                                                           | Spagna                                                                | 2 – 2                                                                 | Marocco                                                               | Mondiali 2018 - 1º turno                                              | -                                                                     | cap.                                                                  |
| 1-7-2018                                                              | Mosca                                                                 | Spagna                                                                | 1 – 1 dts (3 – 4 dtr)                                                 | Russia                                                                | Mondiali 2018 - Ottavi di finale                                      | -                                                                     | cap.                                                                  |
| 8-9-2018                                                              | Londra                                                                | Inghilterra                                                           | 1 – 2                                                                 | Spagna                                                                | UEFA Nations League 2018-2019 - 1º turno                              | -                                                                     | cap.                                                                  |
| 11-9-2018                                                             | Elche                                                                 | Spagna                                                                | 6 – 0                                                                 | Croazia                                                               | UEFA Nations League 2018-2019 - 1º turno                              | 1                                                                     | cap.                                                                  |
| 11-10-2018                                                            | Cardiff                                                               | Galles                                                                | 1 – 4                                                                 | Spagna                                                                | Amichevole                                                            | 1                                                                     | cap. 46’                                                              |
| 15-10-2018                                                            | Siviglia                                                              | Spagna                                                                | 2 – 3                                                                 | Inghilterra                                                           | UEFA Nations League 2018-2019 - 1º turno                              | 1                                                                     | cap. 65’                                                              |
| 15-11-2018                                                            | Zagabria                                                              | Croazia                                                               | 3 – 2                                                                 | Spagna                                                                | UEFA Nations League 2018-2019 - 1º turno                              | 1                                                                     | cap.                                                                  |
| 23-3-2019                                                             | Valencia                                                              | Spagna                                                                | 2 – 1                                                                 | Norvegia                                                              | Qual. Euro 2020                                                       | 1                                                                     | cap.                                                                  |
| 26-3-2019                                                             | Ta' Qali                                                              | Malta                                                                 | 0 – 2                                                                 | Spagna                                                                | Qual. Euro 2020                                                       | -                                                                     | cap.                                                                  |
| 7-6-2019                                                              | Tórshavn                                                              | Fær Øer                                                               | 1 – 4                                                                 | Spagna                                                                | Qual. Euro 2020                                                       | 1                                                                     | cap. 46’                                                              |
| 10-6-2019                                                             | Madrid                                                                | Spagna                                                                | 3 – 0                                                                 | Svezia                                                                | Qual. Euro 2020                                                       | 1                                                                     | cap.                                                                  |
| 6-9-2019                                                              | Bucarest                                                              | Romania                                                               | 1 – 2                                                                 | Spagna                                                                | Qual. Euro 2020                                                       | 1                                                                     | cap. 29’                                                              |
| 8-9-2019                                                              | Gijón                                                                 | Spagna                                                                | 4 – 0                                                                 | Fær Øer                                                               | Qual. Euro 2020                                                       | -                                                                     | cap. 73’ 84’                                                          |
| 12-10-2019                                                            | Oslo                                                                  | Norvegia                                                              | 1 – 1                                                                 | Spagna                                                                | Qual. Euro 2020                                                       | -                                                                     | cap. 81’                                                              |
| 15-11-2019                                                            | Cadice                                                                | Spagna                                                                | 7 – 0                                                                 | Malta                                                                 | Qual. Euro 2020                                                       | -                                                                     | cap. 61’                                                              |
| 18-11-2019                                                            | Madrid                                                                | Spagna                                                                | 5 – 0                                                                 | Romania                                                               | Qual. Euro 2020                                                       | -                                                                     | cap. 62’                                                              |
| 3-9-2020                                                              | Stoccarda                                                             | Germania                                                              | 1 – 1                                                                 | Spagna                                                                | UEFA Nations League 2020-2021 - 1º turno                              | -                                                                     |                                                                       |
| 6-9-2020                                                              | Madrid                                                                | Spagna                                                                | 4 – 0                                                                 | Ucraina                                                               | UEFA Nations League 2020-2021 - 1º turno                              | 2                                                                     | 61’                                                                   |
| 7-10-2020                                                             | Lisbona                                                               | Portogallo                                                            | 0 – 0                                                                 | Spagna                                                                | Amichevole                                                            | -                                                                     | 81’                                                                   |
| 10-10-2020                                                            | Madrid                                                                | Spagna                                                                | 1 – 0                                                                 | Svizzera                                                              | UEFA Nations League 2020-2021 - 1º turno                              | -                                                                     | cap.                                                                  |
| 13-10-2020                                                            | Kiev                                                                  | Ucraina                                                               | 1 – 0                                                                 | Spagna                                                                | UEFA Nations League 2020-2021 - 1º turno                              | -                                                                     | cap.                                                                  |
| 11-11-2020                                                            | Amsterdam                                                             | Paesi Bassi                                                           | 1 – 1                                                                 | Spagna                                                                | Amichevole                                                            | -                                                                     | 85’                                                                   |
| 14-11-2020                                                            | Basilea                                                               | Svizzera                                                              | 1 – 1                                                                 | Spagna                                                                | UEFA Nations League 2020-2021 - 1º turno                              | -                                                                     | cap.                                                                  |
| 17-11-2020                                                            | Siviglia                                                              | Spagna                                                                | 6 – 0                                                                 | Germania                                                              | UEFA Nations League 2020-2021 - 1º turno                              | -                                                                     | cap. 43’                                                              |
| 25-3-2021                                                             | Granada                                                               | Spagna                                                                | 1 – 1                                                                 | Grecia                                                                | Qual. Mondiali 2022                                                   | -                                                                     | cap. 46’                                                              |
| 31-3-2021                                                             | Siviglia                                                              | Spagna                                                                | 3 – 1                                                                 | Kosovo                                                                | Qual. Mondiali 2022                                                   | -                                                                     | 86’                                                                   |
| Totale                                                                |                                                                       | Presenze (1º posto)                                                   | 180                                                                   |                                                                       | Reti (9º posto)                                                       | 23                                                                    |                                                                       |

### Record
- Giocatore con più presenze con la nazionale spagnola (180).
- Giocatore con il maggior numero di cartellini gialli (171) e rossi (21) subiti nella Primera División spagnola (le 171 ammonizioni gli hanno consentito di superare il record precedentemente detenuto da Alberto Lopo).
- Giocatore che ha subito il maggior numero di sanzioni disciplinari nei cinque maggiori campionati europei (Premier League, Liga, Serie A, Bundesliga, Ligue 1), con 192 tra cartellini gialli e rossi.[81][82]
- Giocatore con il maggior numero di cartellini gialli nella Coppa dei Campioni/UEFA Champions League, 40.
- Giocatore con il maggior numero di cartellini rossi nella Coppa dei Campioni/UEFA Champions League, 4 (record condiviso con Edgar Davids e Zlatan Ibrahimović), di cui 3 diretti.
- Giocatore con il maggior numero di cartellini rossi con il Real Madrid, 26.[83]
- Giocatore con il maggior numero di cartellini gialli nella nazionale spagnola, 25.

## Palmarès

### Club

#### Competizioni nazionali

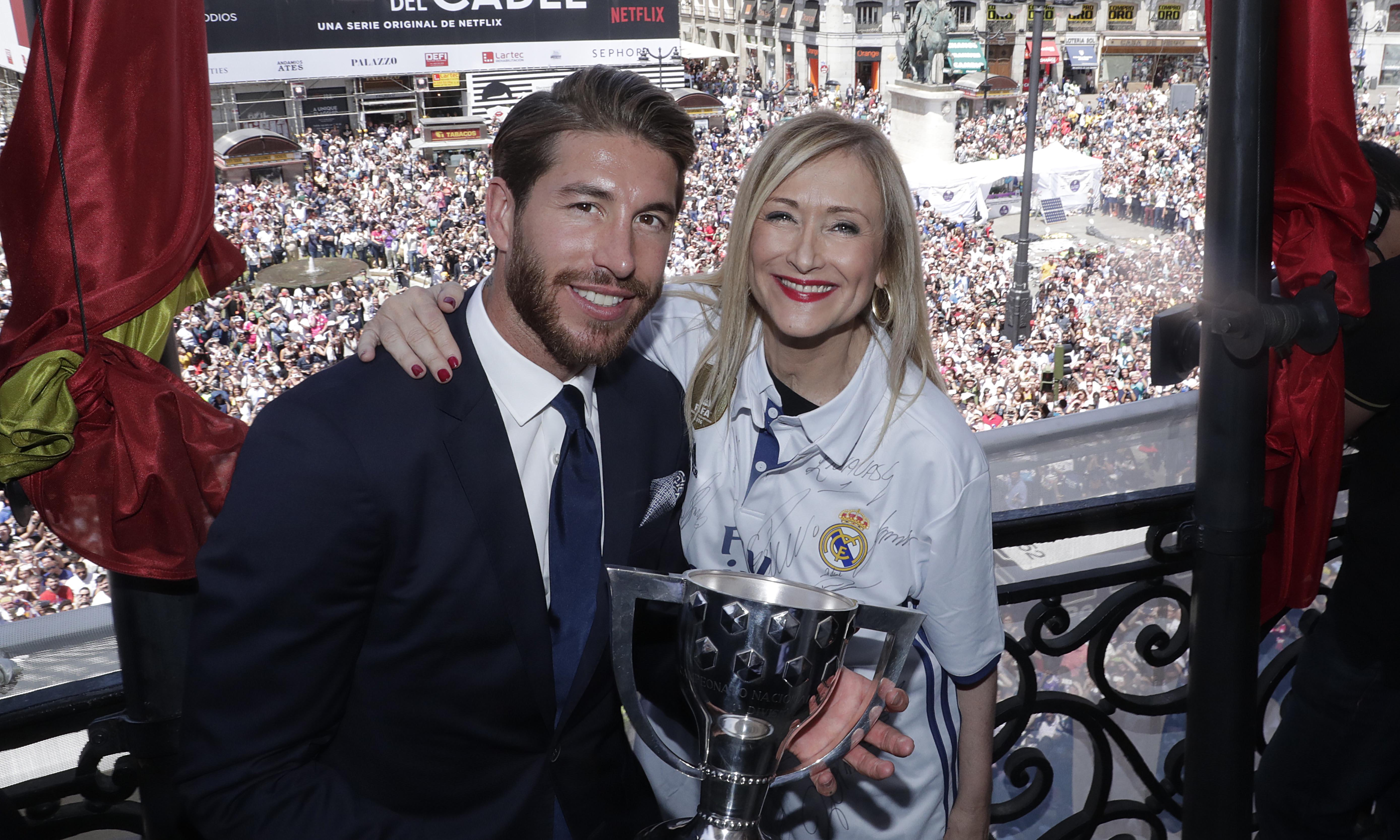
Ramos posa con la presidente della comunità autonoma di Madrid Cristina Cifuentes durante le celebrazioni per la vittoria del campionato 2016-17

- Campionato spagnolo: 5

Real Madrid: 2006-2007, 2007-2008, 2011-2012, 2016-2017, 2019-2020
- Supercoppa di Spagna: 4

Real Madrid: 2008, 2012, 2017, 2020
- Coppa di Spagna: 2

Real Madrid: 2010-2011, 2013-2014
- Campionato francese: 2

Paris Saint-Germain: 2021-2022, 2022-2023
- Supercoppa francese: 1

Paris Saint-Germain: 2022

#### Competizioni internazionali

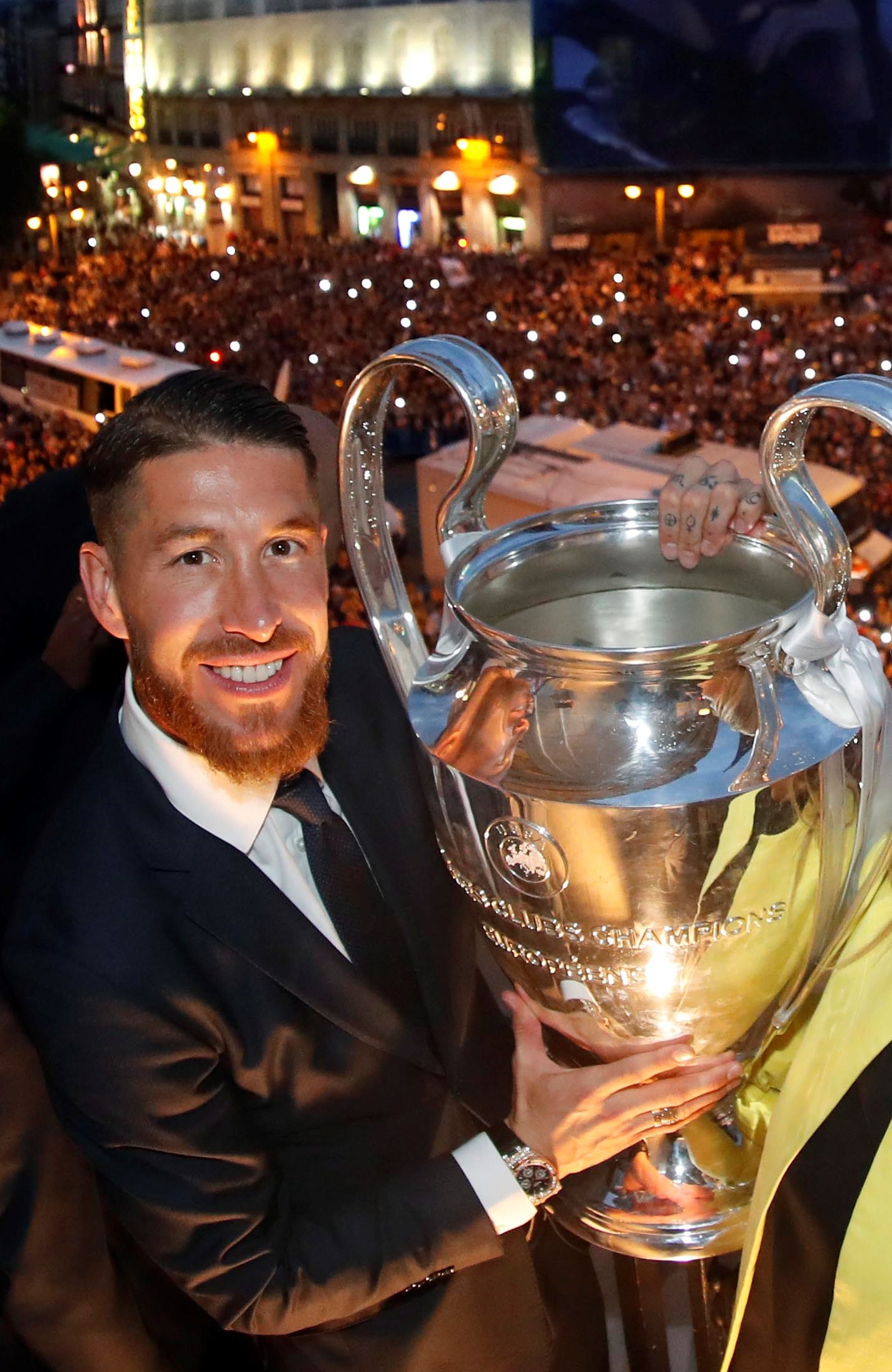
Ramos mostra la Champions League vinta nella stagione 2015-16

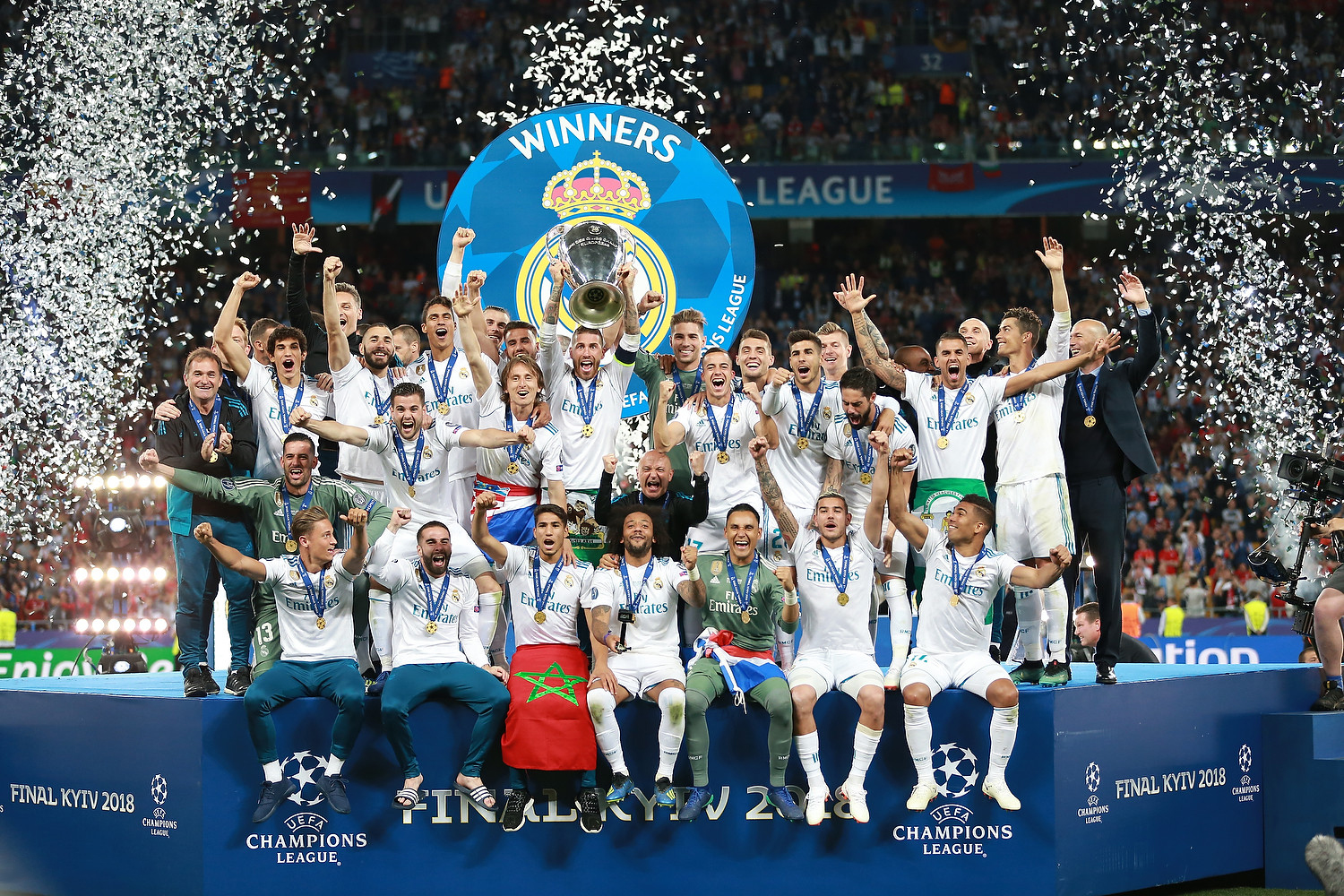
Ramos alza al cielo il trofeo della Champions League conquistata nella stagione 2017-18

- UEFA Champions League: 4

Real Madrid: 2013-2014, 2015-2016, 2016-2017, 2017-2018
- Supercoppa UEFA: 3

Real Madrid: 2014, 2016, 2017
- Coppa del mondo per club: 4

Real Madrid: 2014, 2016, 2017, 2018

### Nazionale

#### Competizioni giovanili
- Campionato d'Europa Under-19: 1

2004

#### Competizioni maggiori
- Campionato d'Europa: 2

Austria-Svizzera 2008, Polonia-Ucraina 2012
- Campionato mondiale: 1

Sudafrica 2010

### Individuale
- Squadra dell'anno ESM: 4

2007-2008, 2011-2012, 2014-2015, 2016-2017
- FIFA FIFPro World XI: 11

2008, 2011, 2012, 2013, 2014, 2015, 2016, 2017, 2018, 2019, 2020
- Squadra dell'anno UEFA: 9

2008, 2012, 2013, 2014, 2015, 2016, 2017, 2018, 2020
- All-Star Team del campionato mondiale: 1

Sudafrica 2010
- Miglior difensore della Liga spagnola: 5

2011-2012, 2012-2013, 2013-2014, 2014-2015, 2016-2017
- Squadra del torneo del campionato europeo: 1

Polonia-Ucraina 2012
- Squadra del torneo della Confederations Cup: 1

2013
- Squadra della stagione della UEFA Champions League: 4

2013-2014, 2015-2016, 2016-2017, 2017-2018
- Miglior giocatore della Coppa del mondo per club FIFA: 1

2014
- Capocannoniere della Coppa del mondo per club FIFA: 1

2014 (2 gol, a pari merito con Gareth Bale e Gerardo Torrado)
- UEFA Ultimate Team of the Year: 1

2015
- Squadra della stagione della Liga spagnola: 1

2015-2016
- Miglior giocatore della Supercoppa UEFA: 1

2016
- Squadra della stagione della Liga spagnola (UEFA): 2

2016-2017, 2019-2020
- UEFA Club Football Awards: 2

Miglior difensore: 2016-2017, 2017-2018
- Squadra maschile dell'anno IFFHS: 4

2017, 2018, 2019, 2020
- Squadra maschile del decennio 2011-2020 IFFHS: 1

2020
- Globe Soccer Awards: 1

Miglior difensore di tutti i tempi: 2022